# Dead Bang - A colpo sicuro
Dead Bang - A colpo sicuro (Dead Bang) è un film del 1989 diretto da John Frankenheimer.

## Trama
Alla vigilia di Natale a Los Angeles, uno sceriffo della LASD inviato viene ucciso a colpi di arma da fuoco da un rapinatore a mano armata, che all'inizio aveva rapinato un minimarket e ucciso anche il suo proprietario afroamericano. Il detective LASD alcolizzato e determinato Jerry Beck è incaricato delle indagini. Mentre esamina i documenti della polizia, incontra una persona di interesse di nome Bobby Burns, che è stato recentemente rilasciato sulla parola dopo una condanna a quattro anni per rapina. Lui e un agente per la libertà vigilata vanno a casa di Burns solo per trovare suo fratello, studente universitario, John, che afferma di non aver visto Burns e di restare solo per le vacanze. Un uomo fugge improvvisamente di casa e Beck lo cattura dopo un inseguimento a piedi; si scopre essere uno degli amici di Burns, anche lui in libertà condizionale per aver commesso una rapina a mano armata. L'uomo dice a Beck di aver visto Burns l'ultima volta alla guida di una Ford Ranch Wagon marrone in viaggio verso Bakersfield.
A Cottonwood, in Arizona, Burns e i suoi compagni rapinano un bar messicano e uccidono i suoi avventori. Un capo della polizia locale informa Beck del crimine e lui parte immediatamente per l'Arizona. Beck e il capo si dirigono verso un ranch che si presume sia il nascondiglio di Burns, dove Burns ei suoi uomini attaccano gli ufficiali sparando con armi automatiche; scappano guidando la Ford. Beck recupera una serie di documenti lasciati da Burns, che contengono propaganda della supremazia bianca , mappe e una rubrica. Beck parte per Bogan, Oklahoma, per rintracciare una delle persone elencate nel libro, il reverendo Gebhardt, che è il leader dell'organizzazione religiosa suprematista bianca Aryan Nations. Beck viene raggiunto dall'agente dell'FBI Kressler e si dirigono alla chiesa di Gebhardt, dove Gebhardt rivela l'obiettivo dell'entità di ripulire l'America dalle sue "impurità razziali" e nega di aver mai visto Burns. Burns, però, si è nascosto vicino alla chiesa per sorvegliare il posto.
Quella notte, Burns si avventa su Beck mentre guida la sua macchina, tenendolo sotto tiro. Mentre Burns si prepara a sparargli, Beck fa schiantare la sua macchina contro un veicolo della polizia in arrivo per scappare. Durante uno scontro a fuoco, Beck accende una scatola di fiammiferi e dà fuoco a un'auto che perde gas, facendo scappare Burns con i suoi uomini dopo un'esplosione. Di ritorno a Los Angeles, i superiori di Beck sono frustrati dalla sua prestazione nella polizia, in parte a causa del suo alcolismo e del suo comportamento rozzo. Gli consigliano di sottoporsi ad un'analisi psichiatrica; dopo la seduta, però, Beck minaccia lo psichiatra di lasciargli superare la valutazione. Una telefonata più tardi quel giorno lo informa che ora è idoneo al servizio.
A Boulder, in Colorado, incontra il capitano della polizia Dixon, che incarica la sua squadra di uomini di colore di rintracciare Burns. Insieme a Kressler, lui e Dixon si dirigono verso un campo di addestramento paramilitare di proprietà delle Nazioni Aryan e tendono un'imboscata a Gebhardt e agli altri membri. La sua ricerca di Burns non produce risultati, il che provoca ostilità tra lui e Kressler. Beck, però, scopre una porta nascosta che conduce a un bunker . Segue uno scontro a fuoco tra lui e Burns; Beck spara e lo ferisce mortalmente. Mentre giaceva morente, Burns nega di aver ucciso il poliziotto di Los Angeles. John emerge all'improvviso da dietro di loro e, mentre tiene Beck e Kressler sotto tiro, confessa di essere stato lui a sparare al poliziotto per dimostrare a suo fratello che condivideva il suo disprezzo contro la polizia e la fedeltà alla supremazia bianca. Beck lancia a John insulti su suo fratello, e John ricambia sparandogli apertamente. Quando John finisce i proiettili e balza fuori dalla copertura, Beck gli spara a morte.
In una conferenza stampa, Dixon informa che l'FBI rivedrà la sua posizione sui gruppi della supremazia bianca e attribuisce a Kressler il successo delle indagini grazie alle prove raccolte dall'agente. Fuori, Dixon e Beck fanno amicizia e prendono strade separate.